# Досенко Валерій Андрійович
Вале́рій Андрі́йович Досе́нко (рос. Валерий Андреевич Досенко; нар. 25 квітня 1965, Херсон, Українська РСР) — український радянський весляр; виступав за збірну СРСР з академічного веслування в середині 1980-х — початку 1990-х років. Чотириразовий чемпіон світу, багаторазовий переможець республіканських та всесоюзних регат, учасник літніх Олімпійських ігор у Барселоні. На змаганнях представляв Херсонську область, заслужений майстер спорту СРСР (1985). Також відомий як тренер з веслування.

## Біографія
Народився в місті Херсоні Української РСР. Активно займатися академічним веслуванням почав у ранньому дитинстві, навчався в херсонській спецшколі №9, проходив підготовку під керівництвом заслуженого тренера України з веслування Віктора Пилипенка.
Першого серйозного успіху домігся 1986 року на чемпіонаті світу в англійському Ноттінгемі, тут зі своєю парною четвіркою він обігнав усіх суперників і завоював золоту медаль. Наступного сезону на змаганнях у Копенгагені захистив чемпіонський титул — за це видатне досягнення нагороджений почесним званням «Заслужений майстер спорту СРСР».
Як запасний весляр їздив на літні Олімпійські ігри 1988 року до Сеула, потім на чемпіонаті світу 1989 року, що пройшов на озері Блед в Югославії, посів у парних двійках сьоме місце. У 1990 році на першості світу в Тасманії знову став чемпіоном, здобувши перемогу в програмі парних четвірок. Ще через рік побував на чемпіонаті світу у Відні, де вчетверте у своїй кар'єрі домігся звання чемпіона серед парних чотиримісних екіпажів. Пізніше пройшов відбір у так звану Об'єднану команду, створену зі спортсменів колишніх радянських республік для участі в Олімпійських іграх 1992 року в Барселоні. З командою, куди також увійшли веслярі Сергій Кинякін, Микола Чуприна і Гіртс Вілкс, зумів дійти до фіналу, проте, у вирішальному заїзді фінішував тільки сьомим.
Після остаточного розпаду Радянського Союзу Валерій Досенко вирішив завершити кар'єру спортсмена і перейшов на тренерську роботу. Має вищу освіту, у 1999 році закінчив Дніпропетровську державну медичну академію (нині Дніпропетровська медична академія МОЗ України), де навчався на кафедрі соціальної медицини, організації та управління охороною здоров'я. Працював тренером у збірних командах Китаю, Азербайджану та України, наразі перебуває в тренерському складі збірної Росії з академічного веслування, відповідає за підготовку парних екіпажів.